# 無眼胡鯰
無眼胡鯰為輻鰭魚綱鯰形目塘虱魚科的其中一種，被国际自然保护联盟（IUCN）列為次級保育類動物。该物种主要分布在非洲索馬利亞Uegit與Uebi Scebeli河流域附近的洞穴，棲息在湖泊岩岸水域，體長可達10.1公分。